# Саутин, Артём Владимирович
Артём Владимирович Саутин (укр. Артем Володимирович Саутін; 20 февраля 1977, Дружковка, Донецкая область, УССР, СССР) — украинский футболист, игравший на позиции защитника и полузащитника. Известен по выступлениям за ряд украинских клубов, а также в составе молодёжной сборной Украины.

## Клубная карьера
Артем Саутин родился в Дружковке, и является воспитанником донецкого Училища олимпийского резерва. Молодой футболист начал выступления на футбольных полях за юношескую команду АФК-УОР из Мариуполя в 1994 году. В начале 1995 года Артем получил приглашение от второй команды донецкого «Шахтёра», которая в то время играла во второй украинской лиге. В составе второй команды «горняков» Саутин играл в течение 1995 года, а с начале 1996 года стал игроком еще одной второлиговой команды — «Горняка-Спорт» из Комсомольска.
Летом 1996 года Артем Саутин получил приглашение от клуба «Волынь», который выбыл из Премьер-лиги, и поставил задачу на сезон вернуться в высший дивизион. В команду пришло много молодых футболистов, «крестоносцы» хорошо начали чемпионат, долгое время лидировали в турнире первой лиги. Однако уже через полгода перспективного футболиста, и одного из лучших бомбардиров луцкого клуба (за первый круг Саутин отличился 5 забитыми мячами в 16 сыгранных матчах) пригласил в свой состав сильный и наиболее финансово обеспеченый украинский клуб тех лет — киевское «Динамо». В киевском клубе футболист играл исключительно за вторую и третью команды в первой и второй лигах, один раз в составе второй команды стал победителем первой лиги и дважды стал серебряным призёром турнира. Правда, турнирного значения эти достижения не имели, так как вторая динамовская команда не могла повыситься в высшую лигу как фарм-клуб первой команды киевского «Динамо».
В начале 1999 года, потеряв возможность пробиться в основу первой команды «Динамо» Артем Саутин принимает приглашение от команды высшей лиги «Звезда» из Кировограда. Однако в этом клубе футболист тоже не сумел стать футболистом основы, сыграв в высшей лиге лишь 1 матч, и еще 1 матч сыграл за вторую команду клуба во второй лиге. Следующий сезон Саутин начал в перволиговой команде «Полиграфтехника» из Александрии, а вторую половину сезона играл в еще одной перволиговой команде — «Нефтяник» из Ахтырки. Следующий сезон Артем Саутин провёл в «Закарпатье» из Ужгорода. В ужгородском клубе футболист стал одним из игроков основы, а по итогам сезона команда заняла второе место в первой лиге и получила право выступать в высшем дивизионе. Однако в следующем сезоне Артем уже не был игроком основы закарпатского клуба, сыграв лишь 2 матча за главную команду и 8 игр за фарм-клуб. Следующий сезон футболист провёл в симферопольской «Таврии», однако также игроком основы не был, и за год вышел на поле лишь в 2 матчах чемпионата. Последним профессиональным клубом Саутина стал киевский ЦСКА, в котором футболист выступал в течение короткого промежутка времени в 2003 году.

## Выступления за сборные
В 1997 году, после перехода в состав киевского «Динамо» Артем Саутин был вызван в молодёжную сборную Украины. Дебютировал на молодёжном уровне 22 марта 1997 года в товарищеском матче с молодёжной сборной Молдавии. В течение года Артем Саутин сыграл 6 матчей, в которых отличился 1 забитым мячом в ворота молодёжной сборной Армении. После этого футболист в состав сборных Украины не вызывался.

## Достижения
- Победитель Первой лиги Украины 1998/1999.